# りんごのうた
「りんごのうた」は、東芝EMI（当時）より2003年11月25日に発売された日本のシンガーソングライター・椎名林檎の9枚目のシングル。

## 概要
前作「茎 (STEM) 〜大名遊ビ編〜」より約10ヶ月ぶりのシングル。また、本作は東京事変デビュー前の椎名林檎ソロ名義での最後のシングルとなった。
表題曲「りんごのうた」は、NHKの音楽番組『みんなのうた』で2003年10月から11月にかけて放送された。椎名が放送したいと要望を出した曲のため、それまでの楽曲とは一味違うアレンジが施されている。初披露はライブツアー「椎名林檎 実演ツアー雙六エクスタシー」日本武道館公演だが、シングル・バージョンではなくバンドアレンジで演奏された。その後、椎名が結成したバンド東京事変のデビューアルバム『教育』にタイトルを「林檎の唄」と改め、歌詞も漢字に変えたセルフカバーが収録された。本作のシングルバージョンは、2019年11月13日発売の公認オールタイム・ベストアルバム『ニュートンの林檎 〜初めてのベスト盤〜』において、晴れて初収録となった。
椎名の25歳の誕生日に合わせるため、日本のCD発売で一般的になっている水曜日でなく火曜日の11月25日に発売された。これによりオリコン週間シングルチャートで発売日前にランクインされる珍現象が起こっている。
当初はCCCD仕様だったが、2008年7月2日にデビュー10周年記念アルバム『私と放電』の発売と共に、それまで生産されていたCCCD盤は廃盤にされ、新たにCD-DA盤として再発売された。
初回限定盤は切除した口元のほくろを再現した「黒子ケース」仕様。また初回限定盤・通常盤・再発盤含め、CD＋DVDの1形態のみでの発売。

## 収録曲

### CD
1. りんごのうた 
（作詞・作曲：椎名林檎　編曲：服部隆之）
本作は「子供に聴いてほしい」という椎名の意向で、歌詞とクレジット等を平仮名で表記している。また子供たちに親しみを感じてもらうため、編曲家・服部隆之[注 3]により、ルンバを感じさせるラテン調のアレンジが施されている[1]。
NHK「みんなのうた」ではショートバージョンで放送され、シングルとは異なり椎名が多用する巻き舌が用いられていない。また、椎名は番組内の曲映像に出演しない。ヒロイン「りんごちゃん」などのキャラクターデザインを斎藤ひろこが担当し、立体のフィギュアを実写でコマ撮りしたストップモーション・アニメーションという古典的手法で制作された映像は円人（enjin productions）が手掛けた[1]。
2. la salle de bain 
（作詞・作曲：椎名林檎　編曲：斎藤ネコ）
2ndアルバム『勝訴ストリップ』収録の「浴室」を、斎藤ネコ編曲・指揮による52人編成のオーケストラアレンジで再録音した楽曲。タイトルをフランス語、歌詞はロビー・クラークの英訳による英詞に変えている[注 4]。原曲の「浴室」はデビューアルバム『無罪モラトリアム』収録の「シドと白昼夢」と共に最初のイメージとアルバムに入れる際のイメージが2つに分かれた楽曲で、敢えてシンプルにレコーディングしたものを原曲の複雑な構成に戻してアレンジし直されている[2]。
タイトルの「la salle de bain（ラ・サル・ドゥ・バン）」はフランス語で「浴室」という意味で、フランス映画「浴室」（ジョン・ラヴォフ監督）の原題から。もともと原曲が同映画の背表紙を見て思いついたため、敬意を表してフランス語タイトルが付けられた[2]。
椎名林檎×斎藤ネコ名義で発表されたアルバム『平成風俗』に収録されている「浴室」では、本作のオーケストラアレンジと「勝訴ストリップ」版のトラックを組み合わせたアレンジが施されている。
もともとは先行して発売された映像集「性的ヒーリング〜其ノ参〜」に新録音撮り下ろしのミュージック・ビデオとして収録されていた楽曲。リリース時のインタビューにて「DVDに新曲を収録しても良いのでは?」の問いに「新曲はなるべくCDでリリースしたい」と答えており、この要望により本作に収録された。
3. リンゴカタログ 〜黒子時代再編纂〜 
（作詞・作曲：椎名林檎　編曲・録音：井上雨迩）
この曲はエンジニアの井上雨迩が過去3枚のアルバムの収録曲全部を一度解体し、使用出来る楽器パートで再構築したカットアップのような楽曲。井上はこの楽曲について「テンポなど、曲作り上の制約になるものをまとめるのに時間がかかった」と語っている。歌詞は過去のカップリング曲の歌詞の一部分を使い作詞された。

### DVD
- 本作では初回・通常版に関わらず「りんごのうた」のミュージック・ビデオを収録したDVDが付いてくる。

1. りんごのうた
デビューシングル「幸福論」から前シングル「茎 (STEM) 〜大名遊ビ編〜」までの過去のシングルのミュージック・ビデオ[注 5]を再現した。それまでの椎名のキャリアを総括するかのような映像で、最後はCGで椎名のホクロが消失するシーンで終わる。
2. おまけ映像 〜unplugged mole〜
それまでのシングルのミュージック・ビデオで使用した衣装[注 5]を着た椎名が次々と現れ、最初から最後まで淡々と「りんごのうた」を歌う映像。またこの映像を元にした「りんごのうた」のCMも放送された。

## ポスター・PV 登場順
- 「りんごのうた」の宣伝ポスターでは女優・俳優がシングル「本能」・「ギブス」・「茎 (STEM) 〜大名遊ビ編〜」を再現している。
- PVの登場順は下記の通り
ポスターに写っている女優・俳優 
  - 本能　富田靖子（ジャケットのナース姿でガラスを割っている姿を再現）
  - ギブス　麻生久美子（ミュージック・ビデオのピンクのワンピースを着てギターを抱えているサビ部分を再現）
  - 茎 (STEM)　中村七之助（ジャケットの白塗りの化粧に琴を弾く姿を再現）
  - PV 順番 1.幸福論 2.歌舞伎町の女王 3.ここでキスして。4.本能 5.罪と罰 6.キブス 7.やっつけ仕事 8.積木遊び 9.真夜中は純潔 10.茎 (STEM)～大名遊ビ編～ 11.新衣装(りんごのうた)